# ゲオルギー・ガポン

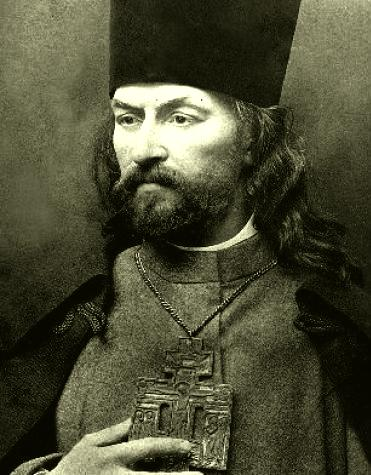
ゲオルギー・ガポン神父

ゲオルギー・アポロノヴィチ・ガポン（Гео́ргий Аполло́нович Гапо́н, 1870年2月17日 - 1906年4月10日）は、ロシア正教会の司祭。1905年に発生した第一次ロシア革命において指導的な役割を果たした。「ガポン神父」とも呼ばれていた。

## 生涯
ガポンはポルタヴァ地方の富裕な地主の家に生まれ神学校で学んだ。妻の死後サンクトペテルブルクの大学で神学を専攻し1903年に卒業した。
ガポン神父はサンクトペテルブルクの労働者を集め、労働者組織を作り上げた。組織の目的は産業革命が始まりつつあったロシアの労働者の権利を保護し、モラルと信心を高める事にあった。組織は規模を急拡大させ、12の支部に8,000名の構成員を数えるまでになった。
1904年末になるとガポンは帝政の打倒を目的にする過激派とも連携を深めるようになった。
1905年1月22日（ユリウス暦1月9日）前日のゼネラル・ストライキに続き、ガポン神父の組織した労働者たちが冬宮にいるニコライ2世への嘆願を目的にペテルブルクの大通りでデモを行っていた。この列に警備部隊が発砲し、数千人の犠牲者がでた。この血の日曜日事件の後、ガポンは亡命し皇帝への反逆を呼びかけ、社会革命党と連携した。
しかし彼を皇帝派のスパイと見なす人々も多く、後に社会革命党員に暗殺されることとなる。